# Raymond Roussel
Pour les articles homonymes, voir Roussel.
Raymond Roussel, né dans le 8e arrondissement de Paris, le 20 janvier 1877, et mort à Palerme, en Italie, le 14 juillet 1933, est un écrivain, dramaturge et poète français.

## Biographie
« On en sait plus sur Virgile que sur lui » écrit Jean Ferry en 1963. Pour résoudre certaines énigmes de sa biographie, on peut interroger Roussel lui-même en consultant Comment j'ai écrit certains de mes livres, publié deux ans après sa mort. On peut également consulter le travail critique de François Caradec qui produit en 1972 la première biographie de l'auteur. Depuis lors, de nombreuses archives inédites retrouvées en 1989 sont consultables à la Bibliothèque nationale de France et son œuvre est désormais traduite dans le monde entier.

### Jeunesse

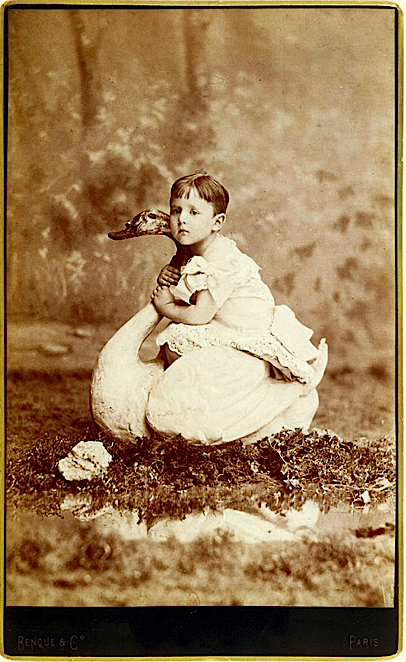
Raymond âgé de 3 ans (portrait carte-de-visite des studios Wilhelm Benque, Paris).

Raymond Roussel est né le samedi 20 janvier 1877 à 6 h du matin au 25 boulevard Malesherbes à Paris dans un milieu extrêmement aisé. Ses parents sont Eugène Roussel, 44 ans, agent de change et fils d'un avoué normand, et Marguerite Moreau-Chaslon, 30 ans, fille du président du conseil d'administration de la Compagnie générale des omnibus, Aristide Moreau-Chaslon. Il est le cadet d'une famille de trois enfants : un frère, Georges, et une sœur, Germaine. Sa mère insiste pour qu'il quitte le lycée et rejoigne le Conservatoire, malgré les résistances de son père. En octobre 1893, il est admis au Conservatoire national supérieur de musique de Paris dans la classe supérieure de piano de Louis Diémer, qu'assiste alors Victor Staub. Parmi ses camarades, figurent notamment Louis Aubert, Gabriel Grovlez, Jean Gallon, Alfred Cortot et Lazare-Lévy. Ses études sont peu couronnées de succès : la mort de son père l'empêchant de se présenter aux épreuves de 1894. S'il concourt en 1895, 1896 et 1897 et 1898, il finit par quitter l'établissement, muni seulement d'un premier accessit. Après s'être vainement essayé à la composition, « la musique restant rebelle », il décide à dix-sept ans de ne plus faire que des vers, dans une versification parfaite, il écrit nuit et jour pendant de longues périodes.
En 1883, la famille Roussel quitte le boulevard Malesherbes pour s'installer dans un hôtel particulier, au 50 rue de Chaillot qui devient le 20 rue Quentin-Bauchart, et est l'adresse de Raymond de 1928 jusqu'à sa mort. En 1886, il entre au collège Janson-de-Sailly, il est un élève plutôt médiocre et le quitte en 1891, à 14 ans.

### Premiers écrits

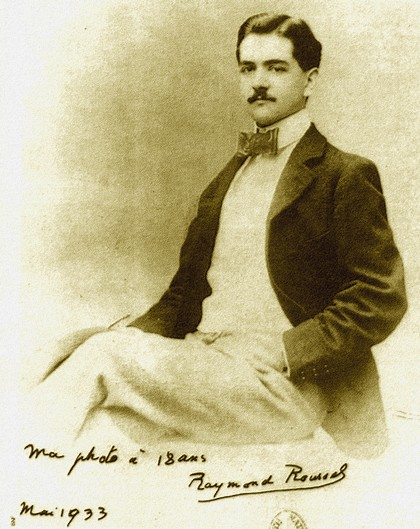
L'auteur âgé de 18 ans : c'était là son portrait préféré.

En 1894, sa mère, sa sœur et lui-même héritent de la fortune du père, ancien agent de change, mort le 6 juillet. Cette fortune, qui sera gérée par le père de Michel Leiris, est alors estimée à environ 40 millions de francs-or. Raymond Roussel commence à écrire des vers pour accompagner ses compositions musicales. À 17 ans, il écrit Mon âme, un long poème publié trois ans plus tard dans Le Gaulois.
En 1896, il commence l'écriture d'un long poème intitulé La Doublure. Pendant la rédaction de cette œuvre, il a ce qu'il appelle une « curieuse crise » où, durant quelques mois, il éprouve une « sensation de gloire universelle d'une intensité extraordinaire ». En octobre, il est à Milan avec sa mère. Il s'éveille à la vie et à la poésie.
La Doublure, paru le 10 juin 1897, est son premier livre et un échec complet : « J'eus l'impression d'être précipité jusqu'à terre du haut d'un prodigieux sommet de gloire », témoigne Roussel. Il subit une crise marquée par une éruption cutanée qui évoque la scarlatine par sa couleur et tombe en dépression. Il est soigné par un médecin de famille, et, par la suite, par plusieurs psychiatres, dont Pierre Janet qui décrit son cas  sous le nom de Martial (emprunté à Locus solus, ainsi que Roussel l'explique lui-même) dans De l'angoisse à l'extase (1926). C'est le docteur Benjamin-Joseph Logre (1883-1963) qui, pour soigner ses insomnies, lui prescrit les barbituriques qui provoquent une assuétude funeste.
Raymond Roussel fréquente les salons mondains, y rencontre Marcel Proust, Reynaldo Hahn. En 1899, il rend visite à Jules Verne. Il admirait aussi Pierre Loti et Paul Bourget.

### L'écrivain et le dramaturge
Au moment de la parution d'Impressions d'Afrique, en 1910, il est de nouveau déçu. Le roman reçoit peu d'échos. Personne ne s'y intéresse, sauf Edmond Rostand qui propose d'en faire une « pièce extraordinaire ». Roussel en fait alors jouer successivement trois versions, mais la critique s'acharne sur la pièce, qui est un échec.
L'année 1911 est marquée par la mort de sa mère en octobre. Sa sœur, Germaine Roussel (1873-1930), duchesse d'Elchingen, s'installe dans l'hôtel particulier familial. Raymond part de temps en temps se reposer à la Villa Chaslon-Roussel, située sur le front de mer de Biarritz, construite par Walter-André Destailleur et élevée sur un ancien terrain de la famille Bonaparte. Elle sera revendue en 1917. En 1913, il est nommé officier de l'Instruction publique.
En janvier 1914, c'est la parution du roman Locus Solus qui n'est guère mieux accueilli que les précédents. Durant le premier conflit mondial, il demande à être mobilisé et servir comme chauffeur au service des armées et l'obtient. Il fait teindre tous ses habits en noir en signe de deuil. Il tombe malade en mars 1918 et passe les six derniers mois de la guerre à l'hôpital, affecté par une jaunisse, puis une scarlatine. En 1919, sans doute aussi grâce à ses nombreux dons — il offre 50 000 francs à la maison de retraite de la Légion d'honneur —, il reçoit la médaille commémorative française de la Grande Guerre et la médaille interalliée dite de la Victoire.
En 1920 et 1921, Roussel effectue un tour du monde. Il séjourne notamment à Tahiti, sur les traces de Pierre Loti et prend de nombreuses photographies. Son homme d'affaires, Eugène Leiris (père de Michel) lui signale que pour la première fois ses dépenses annuelles, qui atteignent presque 1,5 million de francs, dépassent ses revenus. Roussel dépose alors un brevet, le 18 septembre 1922, intitulé Utilisation du vide à la non-déperdition de la chaleur pour tout ce qui concerne l'habitation et la locomotion : des tubes de verre vide insérés entre les cloisons, plafonds et planchers des habitacles permettent d'y maintenir un climat tempéré. Pour tester son isolant, il fait construire un gros cube dans son jardin de Neuilly. Le brevet lui est délivré le 14 décembre 1923.
En 1922, Roussel charge Pierre Frondaie de faire une adaptation théâtrale de Locus solus avec Gabriel Signoret en tête d'affiche, qui rencontre aussi un notable insuccès et provoque même des disputes : la première représentation a lieu le 7 décembre au théâtre Antoine et convoque rien de moins que Maurice Fouret (1888-1962) à la musique, Paul Poiret aux costumes et Émile Bertin (1878-1957) aux décors. Spectacle coûteux, entièrement financé par Roussel, il accède ainsi à une forme de célébrité par le scandale.
Le 5 mai 1924, pensant que ses pièces échouaient parce qu'elles n'étaient que des adaptations, Roussel écrit directement pour la scène L'Étoile au front, mais c'est encore un échec accompagné de protestations et de bagarres : « Pendant le second acte, un de mes adversaires ayant crié à ceux qui applaudissaient : « Hardi la claque », Robert Desnos lui répondit : « Nous sommes la claque et vous êtes la joue ». Le mot eut du succès et fut cité par divers journaux. »
Le 2 février 1926, La Poussière de soleils, sa dernière pièce, est jouée au théâtre de la Porte-Saint-Martin, dans les décors de Numa et Chazot : « On s'arracha les places, et l'affluence y fut énorme. Beaucoup ne venaient que pour avoir le plaisir d'assister à une séance houleuse et d'y jouer leur rôle. Cependant la représentation fut calme. » La critique fut toutefois encore assez négative. Au même moment, il présente à la presse dans les jardins de son hôtel particulier à Neuilly-sur-Seine (La Revue du Touring Club de France, L'Illustration) son invention, une « villa-nomade », en réalité un camion Saurer aménagé en « maison roulante », qu'il appelle « sa roulotte », avec chambre-salon, salle de bains et logement du personnel. Entre la fin 1926 et début 1927, il fait Paris-Rome en roulotte et fait visiter celle-ci à Mussolini.
De retour à Paris, il décide de vendre son hôtel du 25 avenue Richard-Wallace à Neuilly (la transaction ne sera conclue qu'en 1931). En janvier 1928, il est nommé chevalier de la Légion d'honneur par le biais de Louis Barthou, et il prend pour parrain le docteur Jean Baratoux (1855-1956). Il décide d'aller vivre chez sa sœur juste avant la mort de celle-ci en 1930, rue Quentin-Bauchard. Il y retrouve son neveu Michel Ney, veut l'adopter pour qu'il hérite de tous ses biens sans frais, ne peut pas, puis décide d'habiter au Ritz.
Roussel fait plusieurs séjours dans une clinique de Saint-Cloud pour troubles neuropsychiatriques. En 1931, il fait un don important à Marcel Griaule pour ses expéditions et à Georges-Henri Rivière pour le musée d'ethnographie. C'est aussi cette année-là qu'il achète une concession au cimetière du Père Lachaise et fait dresser les plans d'un caveau ; sculpture et monument ne seront jamais exécutés, seule une pierre sera dressée en 1966, par Lecreux Frères,.
En novembre 1932 sort en librairie le dernier livre publié de son vivant, Nouvelles Impressions d'Afrique, qui comprend 59 photogravures de dessins à la plume non légendés figurant des scènes énigmatiques signées Henri-Achille Zo. Il connaît de nouveaux soucis financiers, l'effet de la crise semble l'avoir ruiné totalement à la fin de cette année.

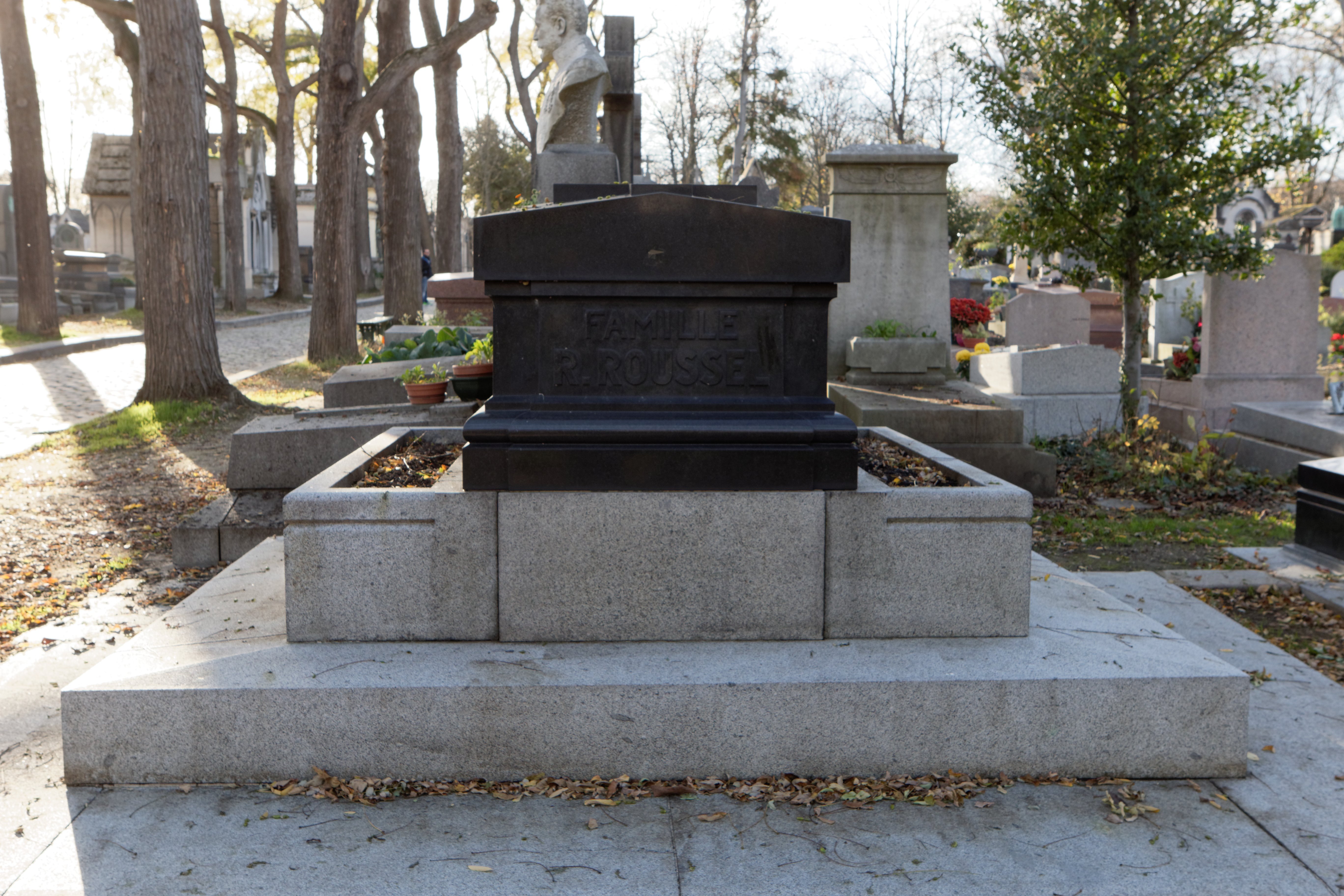
Tombe de Raymond Roussel au cimetière du Père-Lachaise.

### La mort: suicide ou accident?
Alors qu'il projetait de se faire soigner dans la clinique du Dr Ludwig Binswanger à Kreuzlingen, Roussel décide, début juin 1933, de partir se reposer à Palerme, loue une voiture et embauche un mystérieux jeune chauffeur, conducteur de taxi, dont le nom est resté inconnu : son neveu Michel Ney assiste à leur départ de Paris, rue Quentin-Bauchard. Charlotte Fredez dite « Dufrêne », 53 ans, n'est pas du voyage, elle rejoint Roussel plus tard.
Le 14 juillet 1933, il est retrouvé mort dans sa chambre d'hôtel, au Grand Hotel et des Palmes, à Palerme, à la suite, selon le rapport du médecin légiste, d'une « ingestion excessive de barbituriques » (du Sonéryl, un somnifère). Le 2 juillet, il avait cependant tenté de s'ouvrir les veines avec son rasoir, mais fut soigné par son majordome, Tomasso Orlando di Gaetano, 29 ans, embauché vers le 14 juin, qui logeait au Savoia, l'hôtel voisin, et par sa « gouvernante ou infirmière », Charlotte, qui elle, résidait dans la chambre voisine de celle de Roussel. Le chauffeur n'a jamais été inquiété ni n'est nommé dans le rapport de police : il se serait présenté par la suite à Michel Ney en réclamant de l'argent. Le rapport précise par ailleurs que, parmi les biens retrouvés dans la chambre de Roussel (la 204), se trouvaient, outre une quantité importante de médicaments, un manuscrit contenant un journal intime (tenu par Charlotte) énumérant, jour après jour, l'ingestion de différentes substances : Leonardo Sciascia, ainsi que Caradec, laissent entendre par là que Roussel cherchait, non pas à se tuer, mais à expérimenter une forme d'extase, trait caractéristique de la personne qui consomme des stupéfiants. Autrement dit, Roussel serait mort des suites d'une « overdose ».
Le 3 août 1933, la nouvelle de sa mort est enfin publiée dans Paris-Midi et l'article est signé Pierre Lazareff. Son neveu Michel Ney est nommé principal héritier : Roussel lui a écrit quelques mois avant son décès, en s'excusant de ne plus avoir un sou.
Raymond Roussel est inhumé au cimetière du Père-Lachaise (89e division). Deux ans plus tard est publié son ouvrage posthume, Comment j'ai écrit certains de mes livres.

## Œuvres
Ordre chronologique de l'édition originale :
- La Doublure, roman en vers, Alphonse Lemerre éditeur, 1897
- Mon âme[29], poème publié dans Le Gaulois, 12 juillet 1897
- Chiquenaude, récit, Alphonse Lemerre éditeur, 1900
- La Vue, poème, in Le Gaulois du dimanche[30], 18-19 avril 1903
- Le Concert in Le Gaulois du dimanche, 27-28 juin 1903
- La Vue, suivi de Le Concert et de La Source, Alphonse Lemerre éditeur, 1904
- L'Inconsolable in Le Gaulois du dimanche, 10-11 septembre 1904
- Têtes de carton du carnaval de Nice  in Le Gaulois du dimanche, 26-27 septembre 1904
- Nanon in Le Gaulois du dimanche, 14-15 septembre 1907
- Une page du folk-lore breton in Le Gaulois du dimanche, 6-7 juin 1908
- Impressions d'Afrique, roman publié en feuilleton in Le Gaulois du dimanche du 10 juillet au 20 novembre 1909 ; puis édité par Alphonse Lemerre, 1910
- Quelques heures à Bougival in Le Gaulois du dimanche du 6 décembre 1913 au 28 mars 1914 — prépublication de Locus Solus
- Locus Solus, Alphonse Lemerre éditeur, 1914[31].
- L'Allée aux lucioles, roman commencé en 1914 et inachevé[32]
- Pages choisies d'Impressions d'Afrique et de Locus Solus, Alphonse Lemerre, 1918
- L'Étoile au front, théâtre, Alphonse Lemerre, 1925
- La Poussière de soleils, théâtre, Alphonse Lemerre, 1927
- Nouvelles Impressions d'Afrique, suivi de L' Âme de Victor Hugo, Alphonse Lemerre, 1932
- Comment j'ai écrit certains de mes livres, Alphonse Lemerre, 1935
- Indications pour 59 dessins, Cahiers GLM, mars 1939
- Flio, texte inédit présenté par Michel Leiris in Bizarre, 1964, p. 2-13
- Épaves (1911-1932), À la Havane, Damiette, inédits, Pauvert, 1972
- La Seine suivi de La Tonsure, inédits, Œuvres III, Fayard, 1994
- Les Noces, roman en vers inédit et inachevé, Œuvre inédite V-VI, Fayard, 1998

## Une littérature exigeante
Ses premiers livres, La Doublure, La Vue, Impressions d'Afrique, n'obtinrent aucun succès. Tous ses autres ouvrages, comme Locus Solus ou L'Étoile au front, furent perçus comme des œuvres déroutantes.
Dans Comment j'ai écrit certains de mes livres (1935), Raymond Roussel explique les mécanismes de son écriture imaginaire, en insistant notamment sur :
- l'homophonie, la paronymie, les métagrammes, pratiques relevant de la langue des oiseaux[33] ;
- les bouts-rimés, contrainte formelle essentiellement poétique au cœur de la dialectique entre nécessité et signification de la langue ;
- l'enchâssement, mode d'écriture consistant à placer des incises dans des incises, à l'image de la règle dite des parenthèses en calcul algébrique[34].

Ainsi, rétrospectivement et à titre d'exemple, on constate que Nouvelles Impressions d'Afrique comportent une abondante succession de parenthèses emboîtées. Dans Une étude sur Raymond Roussel, Jean Ferry suppose que cette disposition cache un message que l'on peut décrypter par le biais de l’alphabet inventé par Samuel Morse : il a l’idée de transcrire la succession de parenthèses du second chant en considérant chaque parenthèse comme une brève et le texte inclus comme une longue. La suite de brèves et de longues reste donc l’hypothèse d’un « message » métatextuel, quand, en 1993, le peintre Jean-Max Albert se penche à nouveau sur ce procédé analysé par Ferry, et propose cette transcription : « REVIS TES RÊVES EN ÉVEIL »,.
Le succès relativement faible de Roussel auprès de ses contemporains, voire le mépris ou l'incompréhension qu'il en reçoit, l'amènent durant sa vie à publier à compte d'auteur, d'où le jeu de mots dans le titre de son ouvrage Impressions d'Afrique, à comprendre « impressions à fric », conformément aux mécanismes de construction/déconstruction du langage et du double sens employés dans ses ouvrages.[réf. nécessaire]
Le projet de Roussel, selon Jean-Claude Maleval, apparaît reposer sur une volonté d’effacer le sujet de l’énonciation, de manière aussi radicale que possible, au profit d’un auto-engendrement du texte par la lettre, de sorte que ses romans déjouent toute interprétation. Ses textes simulent le chiffrage du rêve, mais d’un rêve dont le contenu latent tiendrait en des bribes de langage insignifiantes. Il voulait n’utiliser d’autres matériaux que ceux issus du langage lui-même. S'il cherche dans l'homophonie le principe générateur de ses mondes imaginaires, c'est qu'il tente d'effacer l'acte du sujet dans la création. Son procédé voudrait faire table rase de toute inspiration spontanée. L’écriture de Roussel semble avoir eu une fonction de stabilisation : il avait totalement cessé d’écrire quelque temps avant de se suicider. Il dit même que[Où ?] : « Très jeune j’écrivais déjà des contes de quelques pages en employant ce procédé. »

## Personnalité

### Une imagination débordante

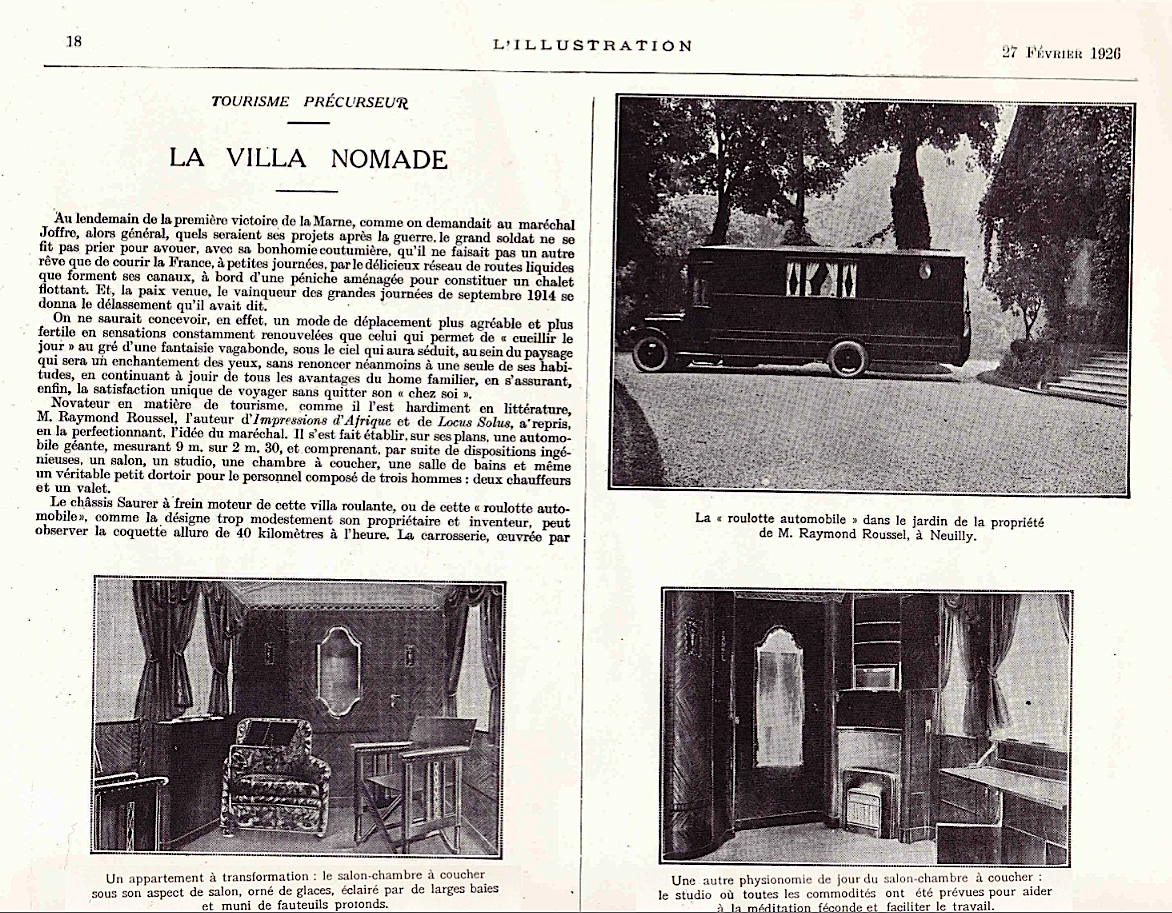
La « villa-nomade » de Roussel présentée à la presse...

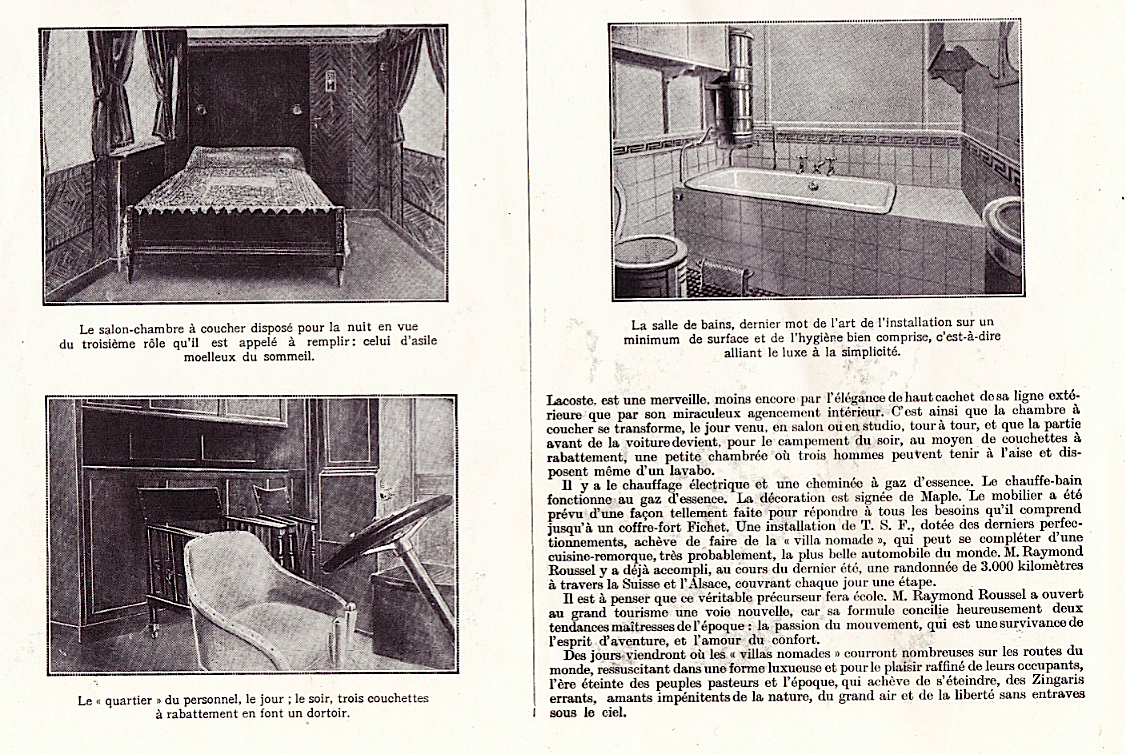
... était parfaitement opérationnelle (L'Illustration, 27 février 1926).

Outre ses ouvrages et pièces de théâtre composés sous des contraintes formelles très originales, Raymond Roussel a été un inventeur d'objets, procédés et machines : 
- pour son propre agrément, il conçoit un modèle de roulotte automobile. Les plans sont sans doute antérieurs à l'année 1920, et c'est durant l'été 1925 qu'il prend la route, accompagné d'un chauffeur et d'un domestique, explorant la Suisse et l'Alsace[39]. Ce type de véhicule n'est pas le premier du genre mais bien le précurseur du camping-car moderne : avec chambre-salon convertible, cuisine et salle de bains, il mesure 9 m de long sur 2,50 m de large et roule à 40 km/h. Il possède un châssis suisse Saurer, une carrosserie signée Georges Régis de chez Lacoste Frères (Toulouse), la décoration intérieure créée par le magasin Maple (Paris 9e), et comprend l'électricité, la TSF et des toilettes.
- pour faciliter la lecture de ses livres il imagine une « machine à lire » ;
- il enregistre le dépôt d'un brevet sur l'utilisation du vide comme isolant ;
- il est l'auteur de la formulation aux échecs d'une méthode de mat dans le cas de la finale roi, fou et cavalier contre roi seul[40] ;
- il aurait fait la découverte d'un théorème mathématique.

Excellent pianiste, il a aussi été médaille d'or de tir au pistolet. Il avait également un don pour les imitations.
Il est, par ailleurs, l'oncle de Michel Ney, descendant du Maréchal Ney : à la suite du mariage de sa sœur, il est lié aux Bonaparte.

### Un homosexuel contraint à la discrétion
Longtemps objet de débat, par manque de sources sur l'écrivain, l'homosexualité de Raymond Roussel a vu sa tournure pédérastique confirmée. Son premier biographe, François Caradec, l'évoque à plusieurs reprises,. Pierre Janet, qui présente le cas de son patient Raymond Roussel dans De l'angoisse à l'extase (sans jamais parler explicitement d'homosexualité), « ne doit tout de même pas être dupe ».
Le témoignage le plus probant des goûts de Raymond Roussel ont été publiés le 21 avril 1904, par Marc Lapierre, dans son journal financier et antisémite La Cocarde.  Lapierre avait en effet été sollicité par Raymond Roussel pour étouffer le scandale, survenu en 1898, de sa garçonnière du 10, rue Saint-Joseph, où, avec son complice Louis Blanc, Roussel accueillait « de nombreux mineurs de sexe masculin » dont l'un n'avait pas onze ans. Lapierre parvint à étouffer le scandale : il rémunéra notamment Louis Blanc qui exerçait un chantage, et prévint la plainte des parents. Après la prescription des délits, Roussel refusa de continuer à payer Marc Lapierre, d'où un procès, et la une de la Cocarde qui dénonçait Roussel et révélait tous les détails de son affaire de mœurs  Le scandale fut étouffé grâce à l'intervention de la mère de Raymond. Louis Blanc fut condamné en 1903 à 5 ans de prison pour chantage et son procès en révision fut refusé à la suite du témoignage de Roussel.

On comprend donc pourquoi Roussel ne fut pas un militant de la cause homosexuelle. D'un certain point de vue, son attitude peut être comparée à celle de Marcel Proust. Dans les notes publiées en 1930 sous le titre Opium, Jean Cocteau évoque la similitude entre Roussel et Proust, lorsqu'il le rencontre à la clinique de Saint-Cloud : 

« C'est une similitude sociale et physique de silhouettes, de voix, d'habitudes nerveuses prises dans un même milieu où ils vécurent leur jeunesse. Mais la différence de l'œuvre est absolue. Proust voyait beaucoup de monde. Il menait une vie nocturne très complexe. Il puisait dehors les matériaux de ses grandes horlogeries. Roussel ne voit personne. Il ne puise qu'en lui-même. Il invente jusqu'aux anecdotes historiques. Il machine ses automates sans le moindre secours extérieur. »

## Postérité
Adulé des jeunes surréalistes (dont André Breton, Paul Éluard, Louis Aragon, Robert Desnos, Roger Vitrac et Michel Leiris), défendu entre autres par Jean Cocteau, Marcel Duchamp, Georges Perec, François Caradec, Michel Foucault, Julio Cortazar, Jean Echenoz, cet écrivain fut assez peu lu, compte tenu en définitive moins de la complexité de ses ouvrages que du caractère singulier de ce qui s'y passe[réf. nécessaire].
L'écrivain est particulièrement apprécié par le collège de 'Pataphysique qui publia dans sa revue Viridis Candela certains de ses textes.
En 1963, l'éditeur Jean-Jacques Pauvert amorce la réédition de son œuvre entière.
En 1971, l'écrivain Leonardo Sciascia consacre un texte à sa mort au Grand Hôtel et des Palmes de Palerme.
En 1977, le vidéaste Jean-Christophe Averty adapte pour la télévision Impressions d'Afrique.
En 1989, une malle Vuitton contenant de nombreux documents et manuscrits appartenant à Raymond Roussel est retrouvée chez un garde-meuble. On y découvre en particulier plusieurs textes inédits, notamment, La Seine. Tous ces documents ont été déposés à la BNF.
En 1991 a lieu la « Décade Roussel », colloque de Cerisy-la-Salle. L'année suivante, une exposition à la BNF présente des manuscrits inédits.
En 1993 est signé un accord de publication entre les Éditions Fayard et la BNF pour publier les Œuvres complètes de Raymond Roussel. L'année suivante, une adaptation théâtrale de La Seine, présentée au Festival d'Avignon, est retransmise par France Culture.
En 2016 le réalisateur espagnol Joan Bofill-Amargos présente un documentaire intitulé Raymond Roussel, le jour de gloire sur la personnalité et le travail de l'écrivain, qui comprend des extraits du film de José Montes-Baquer avec Salvador Dali, Impressions de la Haute Mongolie (1976), faux documentaire qui rend hommage à Roussel.

#### Ouvrages généraux
- Robert de Montesquiou, Élus et appelés, Paris, Émile-Paul Frères, 1921, 320 p. (lire en ligne), p. 189-223 
Réédition : Robert de Montesquiou, Un auteur difficile (article extrait de cet ouvrage), Paris, Fata Morgana, 1999, 44 p. (ISBN 978-2-85194-466-5)
- André Breton, Anthologie de l'humour noir, Paris, Jean-Jacques Pauvert, 1939, rév.1966, réed.1979, 416 p. (ISBN 978-2-7202-0184-4), p. 271-282.

#### Monographies
- Jean Ferry, Une étude sur Raymond Roussel, Paris, Arcanes, 1953, 216 p.
- Michel Foucault, Raymond Roussel, Paris, Gallimard, 1963, 256 p.  (ISBN 2070327280).
- Philippe G. Kerbellec, Comment lire Raymond Roussel : Cryptanalyse, Paris, Jean-Jacques Pauvert, 1988, 264 p. (ISBN 978-2-87697-035-9).
- Annie Le Brun, Vingt Mille Lieues sous les mots, Raymond Roussel, Paris, Jean-Jacques Pauvert, 1994.
- François Caradec, Raymond Roussel, Paris, Fayard, 1997, 456 p. (ISBN 978-2-213-59815-4).
- Michel Leiris, Roussel & Co., édition établie par Jean Jamin avec Annie Le Brun, Paris, Fata Morgana/Fayard, 1998.
- Jacques Sivan, L'Allée aux lucioles suivie de Les Corps subtils aux gloires légitimantes, Dijon, Les presses du réel, 2008, 183 p. (ISBN 978-2-84066-251-8).

#### Études et articles
- Revue Bizarre, Raymond Roussel, numéro spécial 34-35, Paris, Jean-Jacques Pauvert, 2e trim.1964, 160 p.
Vingt articles de présentation et analyses, sous la direction de Jean Ferry
- Leonardo Sciascia, Actes relatifs à la mort de Raymond Roussel, préface de Jean Ricardou, postface de Gérard-Julien Salvy, L'Herne, 1972.
- « Raymond Roussel », revue L'Arc, no 68, 1977, rééd. Duponchelle, 1990.
- « Raymond Roussel en gloire », revue Mélusine, no 6, Actes du colloque de Nice (juin 1983), L'Âge d'Homme, 1984, 350 p.
- Sjef Houppermans, Raymond Roussel. Écriture et Désir, Paris, José Corti, 1985.
- « Raymond Roussel », revue Europe, octobre 1988 — numéro dirigé par Pierre Bazantay et Patrick Besnier
- Georges Perec & Harry Mathews (1975-76) : « Roussel et Venise, esquisse d'une géographie mélancolique » in Cantatrix Sopranica L. et autres écrits scientifiques, Éditions du Seuil, coll. « Librairie du XXe siècle », 1991  (ISBN 2-02-013650-3)
- Denyse Philie, « La musique du cas Roussel », Études françaises, volume 17, numéro 3-4, octobre 1981, p. 67–86 (lire en ligne).
- Collectif, Raymond Roussel : Perversion classique ou invention moderne ?, Paris, PUR, 1991, 282 p. (ISBN 2-86847-081-5)
Dix-huit conférences du colloque de Cerisy du 10 au 20 août 1991, sous la direction de Pierre Bazantay et Patrick Besnier
- Pierre Courteau, Tombeau de Raymond Roussel, éd. L'incertain, 1993
- Laurent Busine, Raymond Roussel Contemplator Enim. Sur les Nouvelles Impressions d'Afrique, ouvrage orné de 59 illustrations d'Henri-Achille Zo, Bruxelles, La Lettre volée, 1995.
- (en) Mark Ford, Raymond Roussel and the Republic of Dreams, Cornell University Press, 2000 - préface de John Ashbery
- Jean-Claude Maleval. L’élaboration d’une suppléance par un procédé d’écriture : Raymond Roussel . Che vuoi ? Revue de psychanalyse. 2003, 19, p. 115-129.
- René Fiori, Raymond Roussel, une poiesis de lalangue comme sinthome, 2017[57].
- Érik Bullot, Roussel et le cinéma, Nouvelles Éditions Place, 2020.
- Raymond Roussel, Europe, dir. Mathieu Jung, no 1104, avril 2021, textes de Mathieu Jung, Pierre Vinclair, Pierre Bazantay, Christelle Reggiani, Hermes Salceda, Joë Bousquet, Marie-Claire Dumas, Robert Desnos, Pénélope Laurent, Christophe Reig, Laurent Albarracin, Érik Bullot, Gilles Polizzi, Sjef Houppermans.

#### Vidéographie
- 1976 : (es) Salvador Dali et José Montes-Baquer, Impressions de la Haute Mongolie (Hommage à Raymond Roussel), 50 min, TV3 — sur YouTube.
- 2017 : (es) Joan Bofill-Amargós, Raymond Roussel. Le Jour de Gloire, documentaire, 69 min, avec John Ashbery, Jean-Christophe Averty, Miquel Barceló, Annie Le Brun, Jean-Jacques Pauvert, entre autres — notice Imdb.

#### Bases de données et dictionnaires
- Ressources relatives à la littérature :   - The Encyclopedia of Science Fiction
  - Internet Speculative Fiction Database
  - Poetry Foundation
- Ressources relatives au spectacle :   - Archives suisses des arts de la scène
  - Les Archives du spectacle
- Ressource relative aux beaux-arts :   - Union List of Artist Names
- Ressource relative à plusieurs domaines :   - Radio France
- Ressource relative à la vie publique :   - base Léonore
- Ressource relative à la musique :   - MusicBrainz
- Notices dans des dictionnaires ou encyclopédies généralistes :   - Brockhaus
  - Den Store Danske Encyklopædi
  - Deutsche Biographie
  - Enciclopedia De Agostini
  - Hrvatska Enciklopedija
  - Internetowa encyklopedia PWN
  - Nationalencyklopedin
  - Store norske leksikon
  - Treccani
  - Universalis
- Notices d'autorité :   - VIAF
  - ISNI
  - BnF (données)
  - IdRef
  - LCCN
  - GND
  - Italie
  - Japon
  - CiNii
  - Espagne
  - Belgique
  - Pays-Bas
  - Pologne
  - Israël
  - NUKAT
  - Catalogne
  - Suède
  - Australie
  - WorldCat